# Rubus meierottii
Rubus meierottii es una especie de planta del género Rubus, perteneciente a la familia Rosaceae.

## Taxonomía
Rubus meierottii fue descrita por H. E. Weber en 1996.

## Distribución
Se encuentra en el territorio de Alemania.